# Стив Дарси
Стив Дарси (фр. Steve Darcis; рођен 13. марта 1984. у Лијежу, Белгија) је бивши белгијски тенисер француског порекла. Најбољи пласман у синглу остварио је 22. маја 2017. када је заузимао 38. место на АТП листи.

## Каријера
Професионално игра од 2003. године. У каријери је освојио два АТП турнира у појединачној конкуренцији – Амерсфорт 2007. и Мемфис 2008. Највећи успех му је победа над Рафаелом Надалом у првом колу турнира у Вимблдону 24. јуна 2013.
У октобру 2019. на турниру у Антверпену објавио је да ће се повући из тениса на Отвореном првенству Аустралије 2020. Један од главних разлога за ову одлуку је проблем са раменом који се јавио након Вимблдона 2019.

## АТП финала

### Појединачно: 3 (2:1)
| Легенда                        |
| ------------------------------ |
| Гренд слем турнири (0:0)       |
| Завршно првенство сезоне (0:0) |
| АТП мастерс 1000 (0:0)         |
| АТП 500 (1:0)                  |
| АТП 250 (1:1)                  |

| Финала по подлози |
| ----------------- |
| Тврда (1:0)       |
| Шљака (1:1)       |
| Трава (0:0)       |

| Финала по локацији |
| ------------------ |
| Отворено (1:1)     |
| Дворана (1:0)      |

| Исход     | Бр. | Датум         | Турнир               | Подлога   | Противник       | Резултат      |
| --------- | --- | ------------- | -------------------- | --------- | --------------- | ------------- |
| Победник  | 1.  | 22. јул 2007. | Амерсфорт, Холандија | Шљака     | Вернер Ешауер   | 6:1, 7:6(7:1) |
| Победник  | 2.  | 2. март 2008. | Мемфис, САД          | Тврда (д) | Робин Седерлинг | 6:3, 7:6(7:5) |
| Финалиста | 1.  | 20. јул 2008. | Амерсфорт, Холандија | Шљака     | Алберт Монтањес | 6:1, 5:7, 3:6 |

## Остала финала

### Тимска такмичења: 2 (0:2)
| Исход     | Бр. | Датум                 | Турнир                     | Подлога   | Партнери                                   | Противници                                          | Резултат | Извор |
| --------- | --- | --------------------- | -------------------------- | --------- | ------------------------------------------ | --------------------------------------------------- | -------- | ----- |
| Финалиста | 1.  | 27–29. новембар 2015. | Дејвис куп, Гент, Белгија  | Шљака (д) | Давид Гофен Рубен Бемелманс Кимер Копејанс | Енди Мари Кајл Едмунд Џејмс Ворд Џејми Мари         | 1:3      | [ 8 ] |
| Финалиста | 2.  | 24–26. новембар 2017. | Дејвис куп, Лил, Француска | Тврда (д) | Давид Гофен Рубен Бемелманс Јорис Де Лоре  | Жо-Вилфрид Цонга Лука Пуј Ришар Гаске Пјер-Иг Ербер | 2:3      | [ 9 ] |